# Oleksandr Brodskyj
Oleksandr Illitsch Brodskyj (ukrainisch Олександр Ілліч Бродський, russisch Александр Ильич Бродский Alexander Iljitsch Brodski; * 7. Junijul. / 19. Juni 1895greg. in Jekaterinoslaw; † 21. August 1969 in Kiew) war ein ukrainisch-sowjetischer Chemiker und Physiker.

## Leben
Der Vater von Alexander Iljitsch Brodsky war bereits als Chemieingenieur tätitig.  1913 absolvierte er die Realschule in Jekaterinoslaw und begann ein Studium am Bergbauinstitut Jekaterinoslaw im Fachbereich Metallurgie, während er gleichzeitig an der Universität Jekaterinoslaw studierte. Er war ein Schüler von L. V. Pisarzhevsky. 1921 wechselte er an die Moskauer Universität, die er 1922 abschloss. Von 1922 bis 1934 arbeitete er am Institut für Volksbildung in Dnepropetrowsk (ab 1925 als Professor), gleichzeitig am Bergbauinstitut Dnepropetrowsk und am Institut für Physikalische Chemie der Akademie der Wissenschaften der Ukrainischen SSR (1927–1969; ab 1939 als Direktor) sowie am Chemisch-Technologischen Institut Dnepropetrowsk (1930–1941). Er promovierte in Chemie (1926, „Chemisches Gleichgewicht und Lösungsmittel“). Seit 1939 war er Mitglied der Akademie der Wissenschaften der Ukrainischen SSR und ab 1943 korrespondierendes Mitglied der Akademie der Wissenschaften der UdSSR.
Brodskyj untersuchte das Wasserstoffisotop Deuterium, war ein Pionier bei der Herstellung des schweren Wassers und entwickelte eine Methode zur quantitativen Bestimmung des Deuteriums, was in der Rüstungstechnik relevant war.
Er untersuchte den Einfluss eines Lösungsmittels auf das chemische Gleichgewicht, die Elektrodenpotentiale sowie die diverse Eigenschaften von Lösungen. Er beschäftigte sich mit chemischen Reaktionsmechanismen sowie der Struktur und Umwandlung freier Radikale. Er ist Autor eines Lehrbuchs für physikalische Chemie an Hochschulen und von Monographien zur Theorie der Elektrolyte und der Isotopenchemie.
Er lebte in Kiew, wo er 74-jährig verstarb und auf dem Baikowe-Friedhof bestattet wurde.

## Werke
- Forschung zur Thermodynamik und Elektrochemie von Lösungen (Charkiw, 1930)
- Die moderne Theorie der Elektrolyte (St. Petersburg, 1934)
- Physikalische Chemie (6. Auflage, Band 1–2, Moskau – St. Petersburg, 1948)
- Chemie der Isotope (2. Auflage, Moskau, 1957)

## Ehrungen
Oleksandr Brodskyj war Träger des Leninordens und erhielt 1946 den Stalinpreis.